# Abraham Sofaer
Abraham Sofaer (Rangoon, 1º ottobre 1896 – Woodland Hills, 21 gennaio 1988) è stato un attore britannico.
È apparso in oltre 50 film dal 1931 al 1970 e partecipò a più di 70 produzioni per la TV dal 1939 al 1974.

## Biografia
Abraham Sofaer nacque a Rangoon, in Birmania, che allora apparteneva all'Impero britannico, il 1º ottobre 1896, da genitori ebrei. Si trasferì a Londra a 19 anni e qui, nel 1921, cominciò la sua carriera di attore teatrale e radiofonico. Fece il suo debutto in televisione, sulla BBC, già alla fine degli anni trenta. Trasferitosi negli Stati Uniti, fece il suo debutto a Hollywood agli inizi degli anni cinquanta. Grazie ai suoi tratti somatici gli  fu richiesto spesso di interpretare personaggi di varie etnie ed estrazioni culturali, tra i quali turchi, indiani orientali, ebrei ed arabi. Interpretò anche un indiano delle praterie nel western Chisum.
Durante la sua lunga carriera televisiva diede vita a numerosi personaggi per varie serie, tra cui Haji in tre episodi della serie Strega per amore (1967-1968), impersonando una miriade di ruoli minori e inanellando una serie di apparizioni da guest star in decine di episodi di serie televisive fino agli anni settanta. Recitò anche in ruoli diversi in più di un episodio, come in due episodi di Lux Video Theatre, tre episodi di General Electric Theater, due episodi di Gunsmoke, tre episodi di Perry Mason, due episodi di Ben Casey, due episodi di Daniel Boone, due episodi di Polvere di stelle e due episodi di Star Trek. Prese parte anche ad un episodio della serie classica di Ai confini della realtà, intitolato nella versione in italiano L'invincibile Casey, trasmesso in prima televisiva nel 1960.
Per gli schermi cinematografici interpretò, tra gli altri, il dottor Menasseh in L'arte e gli amori di Rembrandt (1936), il giudice chirurgo in Scala al paradiso (1946), Benjamin Disraeli in The Ghosts of Berkeley Square (1947), Luis de Santangel in Cristoforo Colombo (1949), Paolo in Quo Vadis (1951), Tutush in Le avventure e gli amori di Omar Khayyam (1957), Morris Kaplan in La belva del secolo (1962), Abbot in Taras il magnifico (1962), il professor Pietro Baglioni in L'esperimento del dottor Zagros (1963), il banchiere Pulaski in I 4 del Texas (1963), Giuseppe di Arimatea in La più grande storia mai raccontata (1965), lo scienziato 'Doc' Gordon nel fantascientifico Viaggio al centro del tempo (1967), Swami in Sogni perduti (1968), Pablo Rojas in Che! (1969) e il capo indiano White Buffalo, il suo ultimo ruolo cinematografico, in Chisum (1970).
Si ritirò anche dalle scene televisive interpretando Elderly Rakshasa Hunter nel'episodio Horror In The Heights della serie Kolchak: The Night Stalker trasmesso nel 1974. Morì a Woodland Hills il 21 gennaio 1988.

## Filmografia

### Cinema
- Dreyfus, regia di F.W. Kraemer e Milton Rosmer (1931)
- Stamboul, regia di Dmitrij Buchoveckij (1931)
- The House Opposite, regia di Walter Summers (1932)
- Il pirata del fiume (The Flying Squad), regia di F.W. Kraemer (1932)
- Insult, regia di Harry Lachman (1932)
- L'eroe sconosciuto (The Flag Lieutenant), regia di Henry Edwards (1932)
- Long Live the King, regia di William C. McGann (1933)
- Karma, regia di John Hunt (1933)
- The Wandering Jew, regia di Maurice Elvey (1933)
- Trouble, regia di Maclean Rogers (1933)
- Little Miss Nobody, regia di John Daumery (1933)
- High Finance, regia di George King (1933)
- Ask Beccles, regia di Redd Davis (1933)
- Oh No Doctor!, regia di George King (1934)
- La favorita di Carlo II (Nell Gwyn), regia di Herbert Wilcox (1934)
- The Admiral's Secret, regia di Guy Newall (1934)
- Le ultime avventure di Don Giovanni (The Private Life of Don Juan), regia di Alexander Korda (1934)
- La vita futura (Things to Come), regia di William Cameron Menzies (1936)
- The House of the Spaniard, regia di Reginald Denham (1936)
- L'arte e gli amori di Rembrandt (Rembrandt), regia di Alexander Korda (1936)
- Freedom Radio, regia di Anthony Asquith (1941)
- The Prime Minister, regia di Thorold Dickinson (1941)
- Crook's Tour, regia di John Baxter (1941)
- Scala al paradiso (A Matter of Life and Death), regia di Michael Powell e Emeric Pressburger (1946)
- Dim'at Ha'Nehamah Ha'Gedolah, regia di Joseph Lejtes (1947)
- The Ghosts of Berkeley Square, regia di Vernon Sewell (1947)
- Dual Alibi, regia di Alfred Travers (1947)
- The Ghosts of Berkeley Square, regia di Vernon Sewell (1947)
- Dim'at Ha'Nehamah Ha'Gedolah, regia di Joseph Lejtes (1947)
- Calling Paul Temple, regia di Maclean Rogers (1948)
- Cristoforo Colombo (Christopher Columbus), regia di David MacDonald (1949)
- Cairo Road - Sulla via del Cairo (Cairo Road), regia di David MacDonald (1949)
- Pandora (Pandora and the Flying Dutchman), regia di Albert Lewin (1951)
- Quo Vadis, regia di Mervyn LeRoy (1951)
- Judgment Deferred, regia di John Baxter (1952)
- Il trono nero (His Majesty O'Keefe), regia di Byron Haskin (1954)
- Furia bianca (The Naked Jungle), regia di Byron Haskin (1954)
- La pista degli elefanti (Elephant Walk), regia di William Dieterle (1954)
- Out of the Clouds, regia di Basil Dearden (1955)
- Sangue misto (Bhowani Junction), regia di George Cukor (1956)
- La storia del generale Houston (The First Texan), regia di Byron Haskin (1956)
- Le avventure e gli amori di Omar Khayyam (Omar Khayyam), regia di William Dieterle (1957)
- L'inferno ci accusa (The Story of Mankind), regia di Irwin Allen (1957)
- Il marmittone (The Sad Sack), regia di George Marshall (1957)
- Not One Shall Die, regia di David Lowell Rich - cortometraggio (1957)
- Estasi (Song Without End), regia di George Cukor e Charles Vidor (1960) - non accreditato
- La belva del secolo (Hitler), regia di Stuart Heisler (1962)
- Taras il magnifico (Taras Bulba), regia di J. Lee Thompson (1962)
- Capitan Sinbad (Captain Sindbad), regia di Byron Haskin (1963)
- L'esperimento del dottor Zagros (Twice-Told Tales), regia di Sidney Salkow (1963)
- I 4 del Texas (4 for Texas), regia di Robert Aldrich (1963)
- La più grande storia mai raccontata (The Greatest Story Ever Told), regia di George Stevens (1965)
- Viaggio al centro del tempo (Journey to the Center of Time), regia di David L. Hewitt (1967)
- Sogni perduti (Head), regia di Bob Rafelson (1968)
- Che!, regia di Richard Fleischer (1969)
- Rapporto a quattro (Justine), regia di George Cukor (1969)
- Chisum, regia di Andrew V. McLaglen (1970)

### Televisione
- The Switchback – film TV (1939)
- Cæsar's Friend – film TV (1939)
- The Deacon and the Jewess – film TV (1939)
- The Great Adventure – film TV (1939)
- The Man with the Cloak Full of Holes – film TV (1946)
- The Merchant of Venice, regia di George More O'Ferrall – film TV (1947)
- The Queen of Spades, regia di John Glyn-Jones – film TV (1946)
- Music at Night – film TV (1952)
- BBC Sunday-Night Theatre – serie TV, un episodio (1952)
- Four Star Playhouse – serie TV, un episodio (1955)
- 77º Lancieri del Bengala (Tales of the 77th Bengal Lancers) – serie TV, episodio 1x23 (1957)
- The 20th Century-Fox Hour – serie TV, episodio 1x08 (1956)
- Lux Video Theatre – serie TV, 2 episodi (1957)
- The Adventures of Jim Bowie – serie TV, un episodio (1957)
- Have Gun - Will Travel – serie TV, episodio 1x15 (1957)
- Carovane verso il west (Wagon Train) – serie TV, 2 episodi (1958-1959)
- Perry Mason – serie TV, 3 episodi (1958-1963)
- L'uomo ombra (The Thin Man) – serie TV, episodio 1x33 (1958)
- Westinghouse Desilu Playhouse – serie TV, episodio 1x01 (1958)
- Behind Closed Doors – serie TV, un episodio (1958)
- Avventure in paradiso (Adventures in Paradise) – serie TV, 2 episodi (1959-1960)
- The Third Man – serie TV, 2 episodi (1959-1964)
- The Millionaire – serie TV, un episodio (1959)
- The Real McCoys – serie TV, un episodio (1959)
- Lux Playhouse – serie TV, un episodio (1959)
- Papà ha ragione (Father Knows Best) – serie TV, un episodio (1959)
- Richard Diamond (Richard Diamond, Private Detective) – serie TV, un episodio (1959)
- Indirizzo permanente (77 Sunset Strip) – serie TV, episodio 2x03 (1959)
- I racconti del West (Zane Grey Theater) – serie TV, un episodio (1959)
- Thriller – serie TV, 2 episodi (1960-1961)
- General Electric Theater – serie TV, 3 episodi (1960-1961)
- Gunsmoke – serie TV, 2 episodi (1960-1962)
- Troubleshooters – serie TV, un episodio (1960)
- Wichita Town – serie TV, episodio 1x19 (1960)
- Avventure in fondo al mare (Sea Hunt) – serie TV, un episodio (1960)
- Avventure lungo il fiume (Riverboat) – serie TV, un episodio (1960)
- Hawaiian Eye – serie TV, episodio 1x30 (1960)
- Ai confini della realtà (The Twilight Zone) – serie TV, episodio 1x35 (1960)
- On Trial – serie TV, un episodio (1960)
- Ben Casey – serie TV, 2 episodi (1961-1964)
- Alfred Hitchcock presenta (Alfred Hitchcock Presents) – serie TV, un episodio (1961)
- Scacco matto (Checkmate) – serie TV, episodio 1x23 (1961)
- Maverick – serie TV, episodio 4x26 (1961)
- Peter Gunn – serie TV, episodio 3x26 (1961)
- The Asphalt Jungle – serie TV, un episodio (1961)
- Gli uomini della prateria (Rawhide) – serie TV, episodio 4x05 (1961)
- The Investigators – serie TV, episodio 1x05 (1961)
- Follow the Sun – serie TV, episodio 1x16 (1961)
- L'ora di Hitchcock (The Alfred Hitchcock Hour) – serie TV, 2 episodi (1962-1964)
- La città in controluce (Naked City) – serie TV, un episodio (1962)
- Il dottor Kildare (Dr. Kildare) – serie TV, un episodio (1962)
- Death Valley Days – serie TV, un episodio (1962)
- Daniel Boone – serie TV, 2 episodi (1964-1965)
- La legge del Far West (Temple Houston) – serie TV, episodio 1x22 (1964)
- The Outer Limits – serie TV, un episodio (1964)
- Polvere di stelle (Bob Hope Presents the Chrysler Theatre) – serie TV, 2 episodi (1965-1966)
- Organizzazione U.N.C.L.E. (The Man from U.N.C.L.E.) – serie TV, un episodio (1965)
- Kronos (The Time Tunnel) – serie TV, 2 episodi (1966-1967)
- Star Trek – serie TV, 2 episodi (1966-1968)
- I giorni di Bryan (Run for Your Life) – serie TV, episodio 1x28 (1966)
- Agenzia U.N.C.L.E. (The Girl from U.N.C.L.E.) – serie TV, episodio 1x02 (1966)
- Laredo – serie TV, un episodio (1966)
- Tre nipoti e un maggiordomo (Family Affair) – serie TV, episodio 1x08 (1966)
- Missione impossibile (Mission: Impossible) – serie TV, un episodio (1966)
- Strega per amore (I Dream of Jeannie) – serie TV, 3 episodi (1967-1968)
- Pattuglia del deserto (The Rat Patrol) – serie TV, un episodio (1967)
- Tarzan – serie TV, 2 episodi (1967)
- Squadra speciale anticrimine (The Felony Squad) – serie TV, episodio 2x01 (1967)
- Lost in Space – serie TV, un episodio (1968)
- Ai confini dell'Arizona (The High Chaparral) – serie TV, episodio 2x03 (1968)
- Ironside – serie TV, un episodio (1968)
- Search – serie TV, un episodio (1972)
- Assignment Vienna – serie TV, un episodio (1972)
- Il mago (The Magician) – serie TV, episodio 1x15 (1974)
- Kolchak: The Night Stalker – serie TV, episodio 1x11 (1974)

## Doppiatori italiani
- Corrado Racca in Cristoforo Colombo
- Michele Malaspina in Quo vadis
- Bruno Persa in Le avventure e gli amori di Omar Khayyam
- Giorgio Piazza in Scala al paradiso (riedizione)
- Nino Pavese in La più grande storia mai raccontata
- Renato Turi in Ai confini della realtà